# Ludwig Pfister

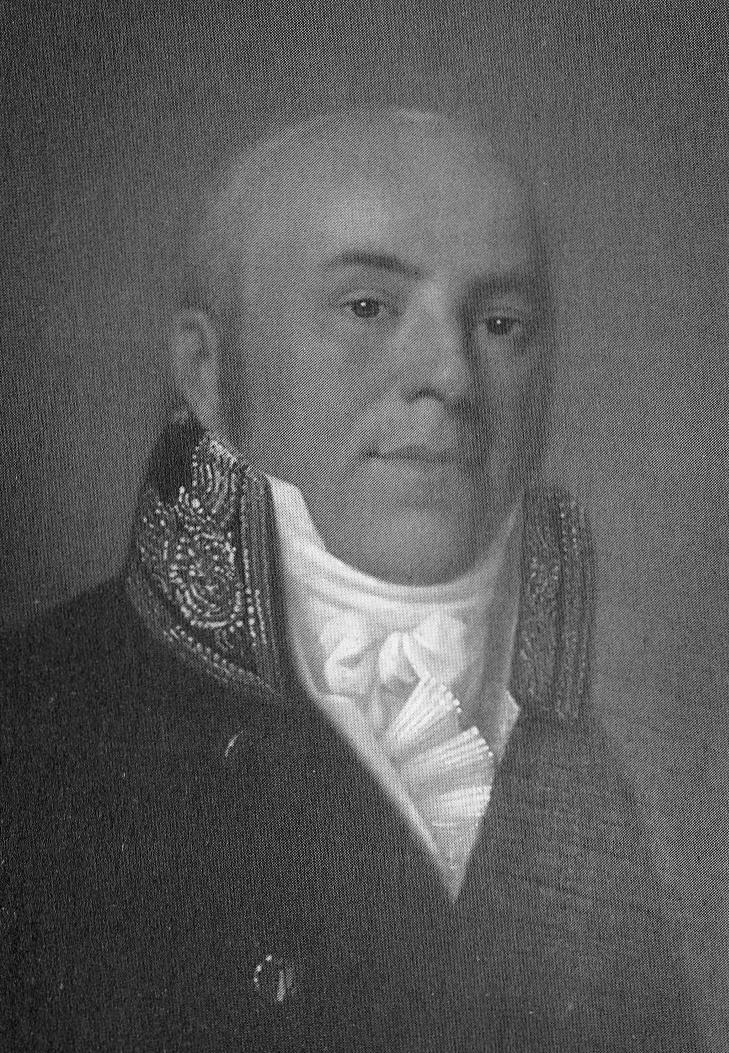
Gotthelf Leberecht Glaeser: Ludwig Pfister

Ludwig Aloys Pfister (* um 1769; † 29. Dezember 1829 in Mannheim) war großherzoglicher Stadtdirektor in Heidelberg und wurde als Kriminalist bekannt.

## Leben
Dr. jur. Ludwig Pfister wirkte gegen Ende des 18. Jahrhunderts in Schwetzingen. Er wurde 1792 Zentgraf und war erster Amtmann des 1803 gegründeten Bezirks. 1807 wurde er Oberamtsrat in Schwetzingen und 1810 Stadtdirektor in Heidelberg. 1814 wurde er ebenfalls als Stadtdirektor nach Freiburg im Breisgau berufen, wohin er am 24. September 1814 zog. Ein Jahr später wurde er jedoch nach Heidelberg zurückberufen. 1820 wurde er großherzoglicher badischer geheimer Rat. Er starb in seinem 60. Lebensjahr.
Pfister lebte laut Cyrille Fijnaut und Letizia Paoli in Darmstadt.

## Wirken

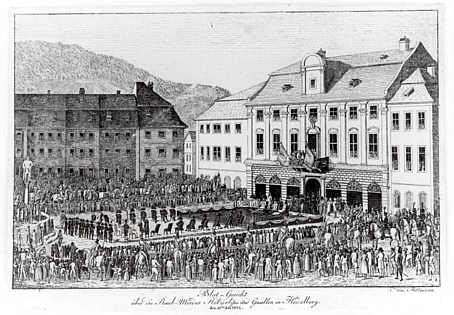
Rottmanns Darstellung des Blutgerichts über die Hölzerlipsbande

Bekannt wurde der Heidelberger Stadtdirektor durch seine umfangreichen Ermittlungs- und Verhaftungsaktionen nach dem Überfall auf eine Postkutsche bei Hemsbach an der Bergstraße im Frühjahr 1811 durch die Hölzerlipsbande sowie durch seine Prozessführung und die Exekution der Verbrecher. Die Hinrichtung der vier Haupttäter des Überfalls – darunter des Mannefriedrich – vor den Toren Heidelbergs gestaltete er als aufsehenerregende Massenveranstaltung, die von Friedrich Rottmann in zwei Bildern festgehalten wurde. Pfister schrieb mehrere Bücher über seine kriminalistischen Untersuchungen und die Räuberbanden seiner Zeit. Die „Actenmäßige Geschichte der Räuberbanden an den beiden Ufern des Mains und im Odenwald“ umfasste knapp 250 Seiten und wurde durch einen ebenso umfangreichen Nachtrag ergänzt. Seine Schriften verfolgten unter anderem den Zweck, „das Publikum von der Verfahrensweise dieser Räuber zu unterrichten, die noch freien Glieder der Bande kenntlich zu machen, dadurch ihre Beifangung zu erleichtern und so die öffentliche Sicherheit zu vermehren“. Pfisters Werke sind heute kriminalgeschichtlich interessant. Seine Ausführungen genügen laut Michael Heinz und Hans-Olaf Richter „teilweise noch heutigen Maßstäben“. Pfisters Werke, insbesondere die „Merkwürdigen Criminalfälle“, wurden mit großen Zeichnungen zur Verdeutlichung der Spurenlage versehen und legen Zeugnis über die Ermittlungsarbeit und Untersuchungsführung des frühen 19. Jahrhunderts ab.
Josef K. von Train bescheinigte Pfister, „das beste und ausführlichste, was wir bisher über die jenische Sprache hatten,“ geschrieben zu haben.

## Werke
- Aktenmäßige Geschichte der Räuberbanden an den beiden Ufern des Mains, im Spessart und im Odenwalde enthaltend vorzueglich auch die Geschichte der Beraubung und Ermordung des Handelsmanns Jacob Rieder von Winterthur auf der Bergstraße. Nebst einer Sammlung und Verdollmetschung mehrerer Wörter aus der Jenischen ode Gauner-Sprache. Gottlieb Braun, Heidelberg 1812
- Nachtrag zu der aktenmäßigen Geschichte der Räuberbanden an beiden Ufern des Mains, im Spessart und im Odenwalde. Enthaltend vorzüglich auch die Geschichte der weitern Verhaftung, Verurtheilung und Hinrichtung der Mörder des Handelsmanns Jacob Rieder von Winterthur. Gottlieb Braun, Heidelberg 1812
- Merkwürdige Criminalfälle mit besonderer Rücksicht auf die Untersuchungsführung, Bd. 1: Joseph Engelmann, Heidelberg; Bd. 2–5 Hermannsche Buchhandlung, Frankfurt a. M. 1814–1820